# Biró Gyula (bábművész)
Biró Gyula (Szeghalom, 1989. július 4. –) magyar színész, bábművész.

## Életpályája
A Békéscsabai Jókai Színház mellett működő Színitanházában végzett 2012-ben. Ugyanebben az évben a Békéscsabai Jókai Színház társulatának tagjai az év hallgatójának választották. Osztályvezető tanára Tege Antal volt. 2012-től a Békéscsabai Jókai Színház tagja. 2015-től a Békéscsabai Napsugár Bábszínház társulatának tagja. 2019-ben elnyerte A legizgalmasabb karakter díját a VI. Bábos Drámaíró Versenyen.

## Színházi szerepei
- Szophoklész: Antigoné.... A thébai vének kara
- William Shakespeare: Lóvátett lovagok.... Boyet gróf
- William Shakespeare: Lear király.... Curan
- Wolfgang Amadeus Mozart: Varázsfuvola.... Pap – tenor
- Alexander Dumas – Pozsgai Zsolt – Szomor György: Monte Cristo grófja.... Albert, Mercedes fia; tánckar
- Thomas Mann – Zalán Tibor: Mario és a varázsló.... kellékes és Biró Gyula
- Friedrich Dürrenmatt: Az öreg hölgy látogatása.... Második sajtótudósító; Állomásfőnök
- Dale Wasserman – Mitch Leigh – Joe Darion: La Mancha lovagja.... Borbély
- Slawek Kerstin: A széttáncolt cipellők.... Szolga
- Jókai Mór: A kőszívű ember fiai.... kar
- Neil Simon – Marvin Hamlisch: Kapj el.... kar
- Kálmán Imre: Csárdáskirálynő.... kórus – tenor
- Bartus Gyula – Benedekfi István – Benedekfi Zoltán: Lovak.... Jorgosz
- Boldizsár Miklós – Szörényi Levente – Bródy János: István, a király.... Regős
- Bóbita-fantáziák – Weöres Sándor verseinek felhasználásával.... Hablaty
- Mészáros Csilla: Lázár feltámasztása.... Nátániel
- Mikó Csaba: Kövérkirály.... Savanyú; Vállalkozó
- Szomor György – Szurdi Miklós – Valla Attila: Diótörő és Egérkirály.... Búgócsiga
- Szente Béla: Szárnyad árnyékában.... Gerlai ember; Szabó Mátyás
- Zalán Tibor – Huzella Péter: Hetvenhét.... Oroszlán
- Zalán Tibor – Greifenstein János: Csínom Palkó.... Kis Jani
- Charles Dickens – Belinszki Zoltán – Gulyás Levente – Tatár Bianka – Varga Viktor: Twist Olivér.... Blathers detektív
- Zalán Tibor - MISKA / Álomjáték-etűdök Schéner Mester motívumaira.... Miska

## Bábszínházi szerepei
- Pöttöm pöttyön pöttyös pötty – állatosdi.... szereplő
- Lackfi János: Paradicsomleves betűtésztával.... szereplő
- Kiss Ottó: Emese almája.... szereplő
- Lázár Ervin: Berzsián és Dideki.... Violin
- Szász Ilona: Könnycsepp királyfi.... Cerberus; Ármány; Rákok királya
- Ursula Jones – Szabó Attila: A királykisasszony, aki nem mehetett el a bálba.... Király
- Veress Zoltán: Rongy Elek, a példakép.... Rongy Elek
- Napkeletre nézzetek!.... szereplő
- Juhász Anikó Virág: Gyuszi.... szólóelőadás
- Kormos István: A repülő kastély.... szereplő
- Lakatos János – Wilhelm Hauff – Markó Róbert: Kőszív.... Tupka, cigánygyerek; Erdőjáró fekete törpe; Szomnakaj, kocsmárosné
- A titokzatos jóbarát (orosz mese alapján írta: Czipott Gábor).... Oroszlán Ottó
- Afrika.... Majom
- Petőfi Sándor: A helység kalapácsa.... Kántor
- Szegedi Katalin: Lenka és Palkó.... Palkó
- Tarbay Ede – Márkó Eszter – Lovas Gábor: Hurrá, Kacabajka!.... Kukac; Vékony Macska
- Uli Brée – Ábrahám Eszter – Monori András: Barátom, Gombocska és a mágikus levelek története.... Cica; Nyuszi; Maki; Gombocska
- Michael Ende – Gimesi Dóra – Kiss Dávid: Ármányos puncspancs.... Macska
- Hans Christian Andersen – Király Levente: Vadhattyúk.... Kázmér
- Kockavarázs.... szólóelőadás
- Adamik Zsolt: Bibedombi szörnyhatározó.... Qurkegány
- Jujj, jön a Rongymacska.... Rongyegér
- J. M. Barrie - Sényi Fanni: Pán Péter.... Michael
- Jill Tomlinson – Markó Róbert: A bagoly, aki félt a sötétben.... Hupp
- Camille Saint-Saëns - Veres András: Az állatok farsangja.... Kornél; Kenguru
- Kiss Ottó - Nagy Viktória Éva - Schneider Jankó: Léghajó a Bodza utcában.... Szálka
- Adamik Zsolt: Napfia Joiko.... Joiko
- Góbi Rita: Táncolókukac.... szólóelőadás
- Kovács Petra: Paprika Jancsi.... Paprika Jancsi
- Szász Ilona: Könnycsepp királyfi.... Könnycsepp királyfi
- Somogyi Tamás: Sziszüphosz... Tibor - történelemtanár; Peti - a 10/b osztály tanulója; McDonald's bohóc; Miklós - Gábor nagypapája
- Egy nap Sünivel.... szólóelőadás
- Janne Teller/Márkó Eszter: SEMMI.... monodráma

## Díjai, elismerései
- A legizgalmasabb karakter díja (VI. Bábos Drámaíró Verseny, 2019)[1]